# Bring Heavy Rock to the Land
Bring Heavy Rock to the Land är det nionde studioalbumet av det norska heavy metal-bandet Jorn och gavs ut 2012 av skivbolaget Frontiers Records.
Albumet innehåller två cover-låtar, "Ride Like the Wind" från det första, självbetitlade albumet med Christopher Cross och "Time to be King" från Masterplans album med samma namn.

## Låtlista
1. "My Road" (Jørn Lande) – 2:42
2. "Bring Heavy Rock to the Land" (Lande) – 6:44
3. "A Thousand Cuts" (Lande/Tore Moren) – 8:03
4. "Ride Like the Wind" (Christopher Cross) (Christopher Cross-cover) – 4:48
5. "Chains Around You" (Lande/Moren) – 5:06
6. "The World I See" (Lande/Moren) 6:08
7. "Time to be King" (Roland Grapow/Jørn Lande/Axel Mackenrott) (Masterplan-cover) – 4:15
8. "Ride to the Guns" (Lande,/Frank Knight) – 5:46
9. "Black Morning" (Lande/Jimmy Iversen) – 4:20
10. "I Came to Rock" (Lande/Iversen) 5:13

Bonusspår
- "Live and Let Fly" (Lande/Iversen) – 4:15 (bonusspår på digipak-utgåvan)
- "Mob Rules" (Ronnie James Dio/Tony Iommi/Geezer Butler) (Black Sabbath-cover) – 3:57 (bonusspår på Japan-utgåvan)

## Medverkande
Musiker (Jorn-medlemmar)
- Jørn Lande – sång
- Jimmy Iversen – gitarr
- Willy Bendiksen – trummor
- Tore Moren – gitarr
- Nic Angileri – basgitarr

Bidragande musiker
- Lasse Jensen – akustisk gitarr (spår 1)
- Espen Mjøen – basgitarr (spår 4)
- Tommy Hansen – keyboard

Produktion
- Jørn Lande – producent
- Tommy Hansen – ljudmix, mastering
- Felipe Machado Franco – omslagsdesign, omslagskonst
- Christine Lande – foto
- Kai Hansen – foto
- Bjørn Leirvik – foto